# كاتسوكي هاجيوارا
كاتسوكي هاجيوارا (باليابانية: 萩原克己؛ بالكانا: はぎわら かつき) هو ناقد موسيقي ياباني، ولد في 1949 في يوكوهاما في اليابان، وتوفي في 30 أكتوبر 2013.